# Варнас
Варнас — река в России, протекает в Виноградовском районе Архангельской области. Устье реки находится в 22 км по левому берегу реки Пянда, в 4 км к юго-западу от Двинского Березника. Длина реки составляет 49 км. В 25 км от устья, по правому берегу реки впадает река Летняя.

## Происхождение названия
А. К. Матвеев считает название балтийским по происхождению и сравнивает его с лит. varnas — «ворон».

## Данные водного реестра
По данным государственного водного реестра России относится к Двинско-Печорскому бассейновому округу, водохозяйственный участок реки — Северная Двина от впадения реки Вага и до устья, без реки Пинега, речной подбассейн реки — Северная Двина ниже места слияния Вычегды и Малой Северной Двины. Речной бассейн реки — Северная Двина.
Код объекта в государственном водном реестре — 03020300412103000032648.